# Albanisch-israelische Beziehungen
Die albanisch-israelische Beziehungen (albanisch Marrëdhëniet shqiptaro-izraele; hebräisch יחסי אלבניה-ישראל) beschreiben das Verhältnis zwischen Albanien und Israel.
Die Beziehungen zwischen den beiden Staaten gelten als ausgezeichnet und sind vor allem durch die außergewöhnliche Rolle der Albaner während des Holocaust geprägt: Albanien ist das einzige von Deutschland besetzte Land Europas, dessen jüdische Bevölkerung während des Zweiten Weltkriegs anstieg.
Derzeit sind zwischen beiden Ländern zahlreiche bilaterale Abkommen in Kraft. Im Jahr 2015 unterschrieben die Regierungschefs beider Staaten einen Freundschaftsvertrag.

## Diplomatische Beziehungen

### Kalter Krieg (bis 1991)
Die Sozialistische Volksrepublik Albanien erkannte Israel 1949 an, da es der damaligen Politik des Ostblocks gegenüber dem neu gegründeten Staat entsprach. Die offizielle Anerkennung erfolgte durch ein Telegramm, das der albanische Ministerpräsident und Außenminister Enver Hoxha am 16. April 1949 an den israelischen Außenminister Mosche Scharet sendete:

„Die Regierung der Volksrepublik Albanien hat zusammen mit dem albanischen Volk die Bemühungen des jüdischen Volkes, um die Wiederherstellung seiner Unabhängigkeit und Souveränität, mit Interesse verfolgt. Sie sind froh zu sehen, dass durch die Eigenstaatlichkeit Israels, diese Bemühungen mit Erfolg gekrönt wurden“

Jedoch war Albanien das einzige kommunistische Land, das keine diplomatischen oder wirtschaftlichen Beziehungen zu Israel aufbaute. Nach dem Sechstagekrieg von 1967 schloss sich Albanien der anti-israelischen Politik der Ostblockstaaten auf nationaler und internationaler Ebene an, die 1988 in der Anerkennung des von der Palästinensischen Befreiungsorganisation ausgerufenen Staates Palästina gipfelte.
Die feindliche Einstellung der Sozialistischen Volksrepublik Albanien gegenüber dem Staat Israel basierte nicht auf Antisemitismus, sondern war ein Ausdruck des Kalten Krieges in der albanischen Außenpolitik.

„Albanien und das albanische Volk haben immer eine freundliche Haltung gegenüber dem Staat Israel und seines Volkes angenommen […] Die freundlichen Beziehungen zwischen Albanern und Juden sind in der Geschichte tief verwurzelt und fanden ihren Höhepunkt im 2. Weltkrieg, als Albanien all seine Juden vor dem Holocaust der Nazis schützte […] Juden die in Albanien lebten sahen das Land als ihre zweite Heimat und leisteten gemeinsam mit dem albanischen Volk einen wertvollen Beitrag zur Entwicklung und des Wohlstandes in Albanien.“

Der albanische Diplomat Bashkim Dino war Botschafter in Israel und Leiter der Abteilung für den Nahen Osten im albanischen Außenministerium. Im Jahr 2002 erklärte er dem Jerusalem Center for Public Affairs die albanische Sicht auf Israel während des Kalten Krieges:
Die sozialistische Diktatur in Albanien war aufgrund ihrer Außenpolitik, die vor allem gegen die Vereinigten Staaten gerichtet war, nicht in der Lage, diplomatische Beziehungen zu Israel aufzubauen. Dem Staat Israel wurde vorgeworfen, ein „Lakai“ der USA zu sein und „imperialistischen Mächten“ zu dienen. Die kommunistische Propaganda bezeichnete Israel als „Pistole der USA im Nahen Osten“. Die Unterstützung für die Palästinenser basierte rein auf der marxistisch-leninistischen Staatsideologie Albaniens, die sich allgemein für die volle Solidarität mit jeder „revolutionären Bewegung“ aussprach.

### Republik Albanien (seit 1991)

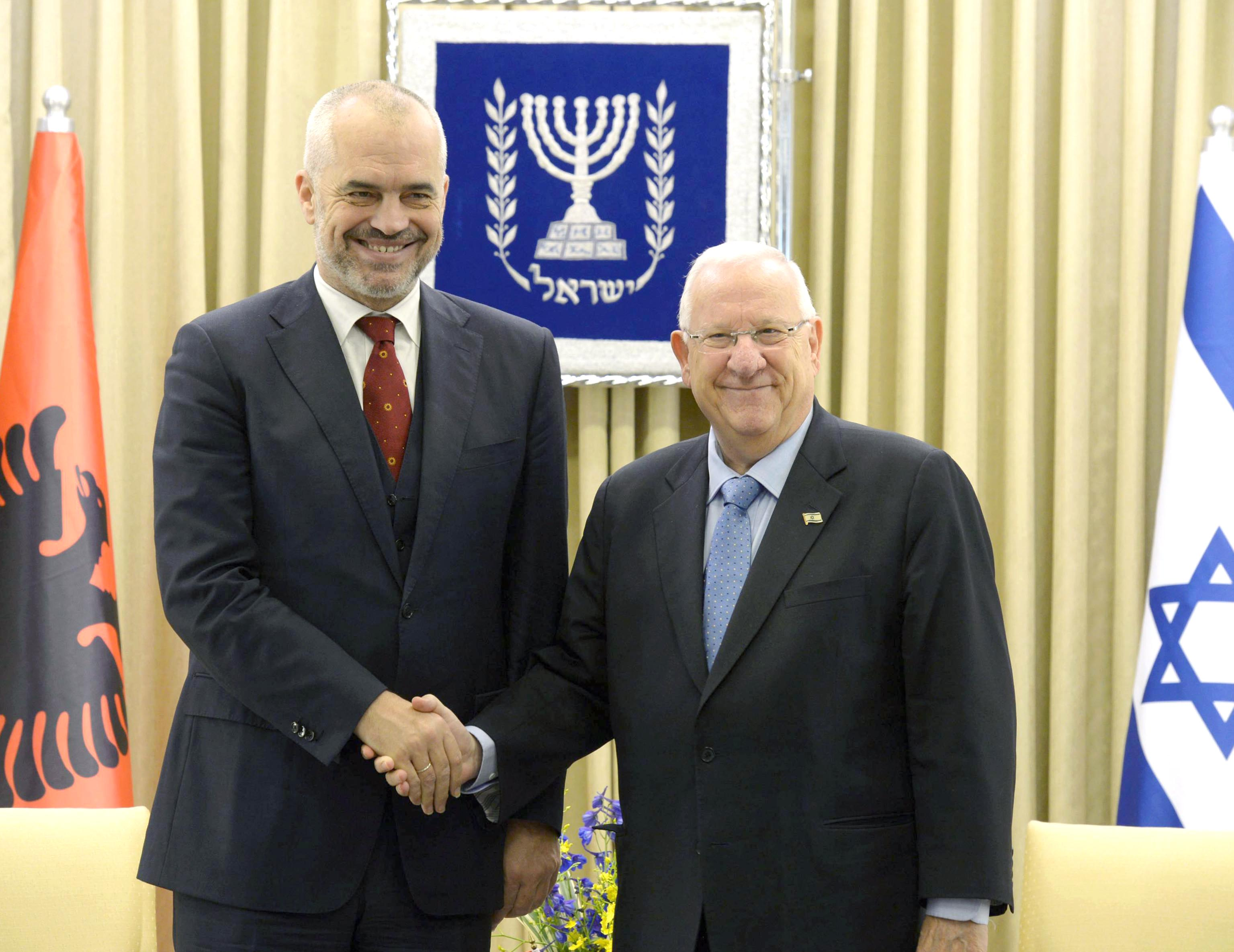
Edi Rama auf Staatsbesuch in Israel mit Reuven Rivlin, Dezember 2015

Nach dem Sturz der sozialistischen Regierung Albaniens wurden die diplomatischen Beziehungen im August 1991 aufgenommen. Seit dem Ende des Kommunismus unterstützt Albanien Israel bei Abstimmungen in der Generalversammlung der Vereinten Nationen.
Der erste Besuch eines israelischen Regierungsmitgliedes fand im Jahr 1995 statt. Außenminister Schimon Peres landete in Albanien am 28. November, dem albanischen Nationalfeiertag, und nahm als Ehrengast an staatlichen Feierlichkeiten teil. Im Januar 1996 folgte der Besuch von Staatspräsident Sali Berisha in Israel. Das Treffen mit Ministerpräsident Shimon Peres endete mit der Unterzeichnung von zwei Verträgen zur wirtschaftlichen Zusammenarbeit und der gegenseitigen Vergabe des Status als „bevorzugte Nation“.
Die albanische Republik lehnte im September 2011 während der 66. Generalversammlung der Vereinten Nationen den Antrag einer Vollmitgliedschaft Palästinas in der UNO ab. Den Präsidenten der Islamischen Republik Iran, Mahmud Ahmadineschad, und dessen Regierung bezeichnete der damalige albanische Premierminister Sali Berisha in seiner Rede als „die neuen Nazis“ und den Iran als „die größte Gefahr für den Weltfrieden“.
Auf Einladung des israelischen Premierministers absolvierte Berisha Ende November 2011 einen dreitägigen Staatsbesuch in Israel. Dabei fanden Treffen mit mehreren hohen Amtsträgern statt: Präsident Shimon Peres bewertete den Besuch Berishas als einen Beitrag zur weiteren Vertiefung der guten politischen Beziehungen zwischen beiden Ländern. Beide sicherten sich gegenseitig das Interesse ihrer Länder zu, die Zusammenarbeit in den Bereichen Bildung, Energie, Informationstechnologie und Landwirtschaft auszubauen. Der israelische Amtskollege Benjamin Netanyahu garantierte die Unterstützung seiner Regierung zur Förderung israelischer Investitionen in Albanien. Während des Treffens mit dem Sprecher der Knesset, Reuven Rivlin, bezeichnete er die Mitgliedschaft Palästinas in der UNO als einen Sabotageakt, der den Frieden im Nahen Osten gefährde. Außenminister Avigdor Lieberman gab Berisha seine Entscheidung bekannt, eine israelische Botschaft in Tirana zu eröffnen. Bei der Nichtregierungsorganisation Israel Council on Foreign Relations äußerte sich Sali Berisha als Gastredner zum Thema Gerechte unter den Völkern – Albaniens Geschichte über die Freundschaft mit den Juden und dem jüdischen Staat. Während seines Aufenthaltes in Jerusalem ignorierte Berisha demonstrativ die al-Aqsa-Moschee am Tempelberg. Er besuchte jedoch die Grabeskirche und die Klagemauer, wo er einen Segen von Rabbiner Shmuel Rabinovitch erhielt. In Tel Aviv nahm er am Wirtschaftsforum Albanien-Israel teil und klärte israelische Unternehmer über die Investitionsmöglichkeiten in Albanien auf. Die albanisch-hebräische Gemeinschaft erklärte Sali Berisha zu ihrem Ehrenmitglied.
Während eines Staatsbesuches des Außenministers Avigdor Lieberman im August 2012 wurde die israelische Botschaft in Tirana eröffnet. 2013 wurde die albanisch-israelische Handelskammer unter Obhut von Sali Berisha und des israelischen Botschafters in Tirana gegründet.
Im Dezember 2015 wurde in Jerusalem anlässlich des 25-jährigen Jubiläums der diplomatischen Beziehungen ein Freundschaftsvertrag von den Premierministern Benjamin Netanjahu und Edi Rama unterzeichnet. Dabei wurden auch mehrere Abkommen in den Bereichen Sicherheit und wirtschaftliche Zusammenarbeit abgeschlossen. Bei der gemeinsamen Pressekonferenz würdigte der israelische Regierungschef die Rolle Albaniens während des Völkermords durch Nazi-Deutschland an den europäischen Juden.

„Wir wissen, dass die Menschen von Albanien nicht nur heute gute Freunde der Menschen in Israel sind, sondern auch in der entscheidenden Phase des Holocaust Schulter an Schulter mit den Juden standen, die in Europa verfolgt wurden. Wir vergessen unsere Freunde nie.“

Im Januar 2017 organisierte die Knesset zum ersten Mal einen „Tag Albaniens“ zur Würdigung der Rettung der Juden in Albanien während des Zweiten Weltkriegs. Dabei empfing der israelische Parlamentspräsident Juli-Joel Edelstein die stellvertretende albanische Parlamentspräsidentin Valentina Leskaj.
Der albanische Außenminister Ditmir Bushati besuchte im Februar 2017 seinen israelischen Amtskollegen Avigdor Lieberman und den Minister für regionale Kooperation und Kommunikation Zachi Ha-Negbi. Dabei wurde ihm mitgeteilt, dass israelische Schulbücher bereits ein eigenes Kapitel für die unvergleichliche Rolle der Albaner während des Holocausts enthalten.

## Vertretungen
Es besteht sowohl eine albanische Botschaft in Tel Aviv als auch eine israelische Botschaft in Tirana.

## Albanische „Gerechte unter den Völkern“
73 Albanerinnen und Albaner erhielten bisher den Titel Gerechter unter den Völkern. 1993 wurden die „Gerechten unter den Völkern“ aus Albanien für eine Woche nach Israel eingeladen.